# Kostanjevokljuni tukan
Kostanjevokljuni tukan (znanstveno ime Ramphastos ambiguus swainsonii)  je ptica iz Južne Amerike. Razširjena je od vzhodnega Hondurasa, severne Kolumbije do zahodnega Ekvadorja.